# Tarphius wollastoni
Tarphius acuminatus é um Arthropoda, da classe Insecta, ordem Coleoptera e família Zopheridae,criticamente em perigo de acordo com a a Lista Vermelha de Espécies Ameaçadas da União Internacional Para a Conservação da Natureza e dos Recursos Naturais (IUCN).
Tarphius wollastoni é uma espécie endémica de ilha única restrita à ilha do Faial (Açores, Portugal), conhecida da Reserva Florestal Natural da Caldeira do Faial. A extensão de ocorrência (EOO) é de 8 km² e a área máxima estimada de ocupação (AOO) é de 8 km² .
É uma espécie muito rara, com extensão restrita de ocorrência (8 km²) e área de ocupação (8 km²). Há um declínio contínuo no EOO, AOO, extensão e qualidade do habitat, bem como o número de indivíduos maduros como resultado das invasões de plantas não nativas. A espécie ocorre apenas no solo e sob cascas de árvores endêmicas. No passado, a espécie provavelmente diminuiu fortemente devido a mudanças no tamanho do habitat. Atualmente, o rápido avanço e expansão de espécies de plantas invasoras é a maior ameaça, particularmente Hedychium gardnerianum e Rubus ulmifolius. No passado, a espécie provavelmente diminuiu fortemente devido a mudanças no tamanho e qualidade do habitat. Atualmente, o rápido avanço e expansão de espécies de plantas invasoras é a maior ameaça, particularmente Hedychium gardnerianum e Rubus ulmifolius, que estão a alterar a estrutura do habitat, nomeadamente diminuindo a cobertura de briófitas e fetos no solo e promovendo a propagação de outras plantas. Com base em Ferreira et al. (2016) o habitat diminuirá ainda mais como consequência das mudanças climáticas (aumento do número de secas e mudança e alteração do habitat) 
É uma espécie fungívora noturna que vive no solo e sob a casca de árvores endêmicas.
A espécie não é protegida por lei regional. O seu habitat encontra-se numa área protegida regionalmente (Reserva Natural da Caldeira do Faial na ilha do Faial). Os habitats degradados devem ser restaurados com a remoção de espécies invasoras. Uma estratégia também precisa ser desenvolvida para lidar com a ameaça futura das mudanças climáticas. É necessário um plano de gestão do habitat e prevê-se que seja desenvolvido nos próximos anos. Sendo esta espécie um ícone das florestas nativas açorianas relíquias, sugere-se que algumas medidas de sensibilização sejam postas em prática. São necessárias mais pesquisas sobre a sua ecologia e história de vida para encontrar espécimes existentes em áreas adicionais com floresta nativa em torno da Caldeira do Faial (nomeadamente algumas pequenas manchas em cursos de água) e obter informações sobre o tamanho da população, distribuição e tendências. É também necessário um plano de gestão por área e um plano de monitorização da comunidade de invertebrados no habitat de forma a contribuir para a realização de um plano de recuperação do potencial da espécie. O monitoramento a cada dez anos usando o protocolo BALA informará sobre a qualidade do habitat .
1. ↑  BORGES, Paulo AV. Two new species of Tarphius Erichson, 1848 (Coleoptera, Colydiidae) from the Azores. 1991.
2. ↑  BORGES, Paulo AV et al. Cryptic diversity in the Azorean beetle genus Tarphius Erichson, 1845 (Coleoptera: Zopheridae): An integrative taxonomic approach with description of four new species. Zootaxa, v. 4236, n. 3, p. 401–449-401–449, 2017.
3. ↑  ESCARAVELHO-CASCUDO-DA-MATA (PORTUGUESE), I. B. (ENGLISH) /. Ironclad Beetle (English) / Escaravelho-cascudo-da-mata (Portuguese). Disponível em: <http://www.maiisg.com/specie/Tarphius_wollastoni>. Acesso em: 27 nov. 2022.